# Red Lights
Red Lights (bra: Poder Paranormal; prt: Mentes Poderosas) é um filme de suspense hispano-americano de 2012 escrito e dirigido por Rodrigo Cortés e estrelado por Cillian Murphy, Sigourney Weaver, Robert De Niro, Joely Richards, Elizabeth Olsen, Toby Jones, Leonardo Sbaraglia. A trama se concentra em um físico (Murphy) e um professor universitário de psicologia (Weaver), ambos especializados em desmascarar fenômenos sobrenaturais, e em sua tentativa de desacreditar um psíquico renomado (De Niro) cujo maior crítico morreu misteriosamente 30 anos antes. O filme estreou no Festival Sundance de Cinema em janeiro de 2012.

## Elenco
- Cillian Murphy … Tom Buckey
- Robert De Niro … Simon Silver
- Sigourney Weaver … Margaret Matheson
- Joely Richardson … Monica Handsen
- Elizabeth Olsen … Sally Owen
- Craig Roberts … Ben
- Toby Jones … Dr. Paul Shackleton
- Burn Gorman … Benedict Cosell
- Leonardo Sbaraglia … Leonardo "Leo" Palladino
- Karen David … Dana

## Recepção
No agregador de críticas Rotten Tomatoes, o filme tem um índice de aprovação de 30% com base 92 comentários dos críticos que é seguido do consenso: "Desperdiçando o talento de um elenco impressionante em um mistério previsível, Red Lights carece de clarividência para saber o que o público quer." No Metacritic, o filme tem uma pontuação média ponderada de 36 em 100 com base em 22 críticos, indicando "críticas geralmente desfavoráveis".